# Astragalus drummondii
Astragalus drummondii es una especie de planta herbácea perteneciente a la familia de las leguminosas. Es originaria de Norteamérica. 

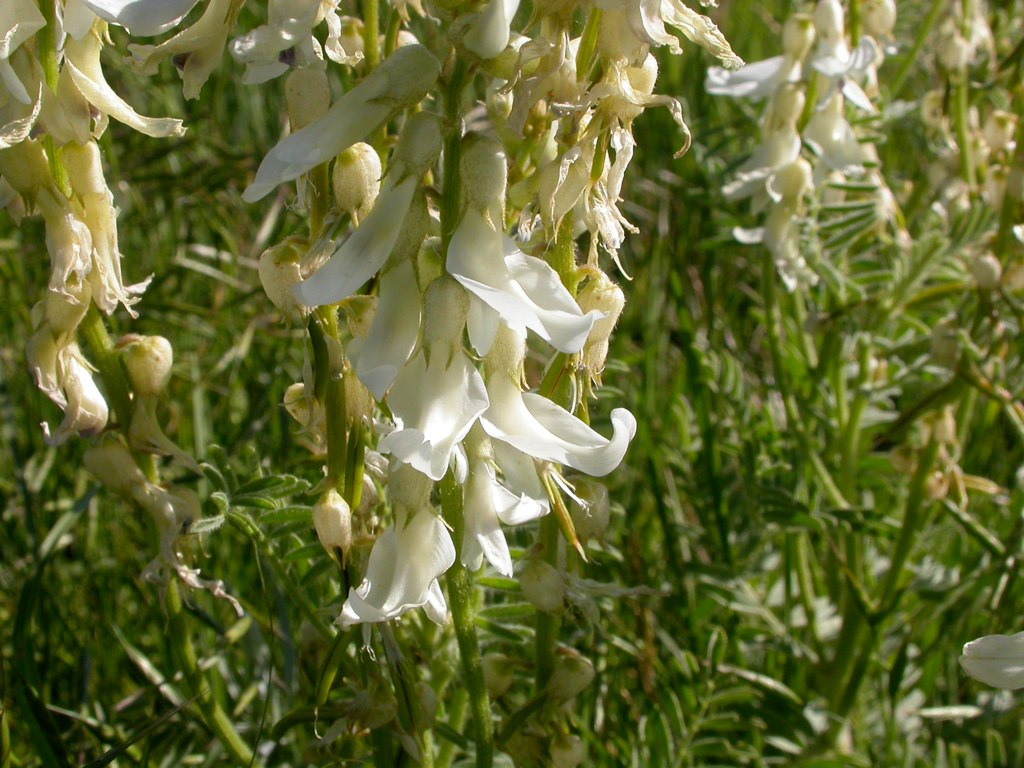
Flores

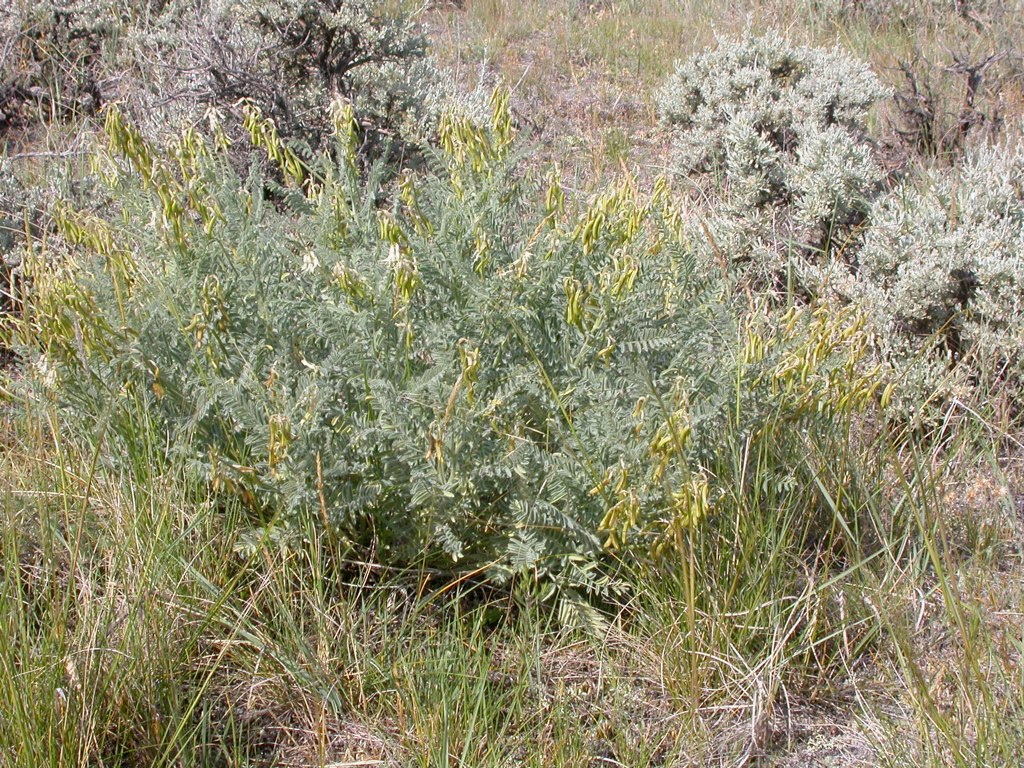
En su hábitat

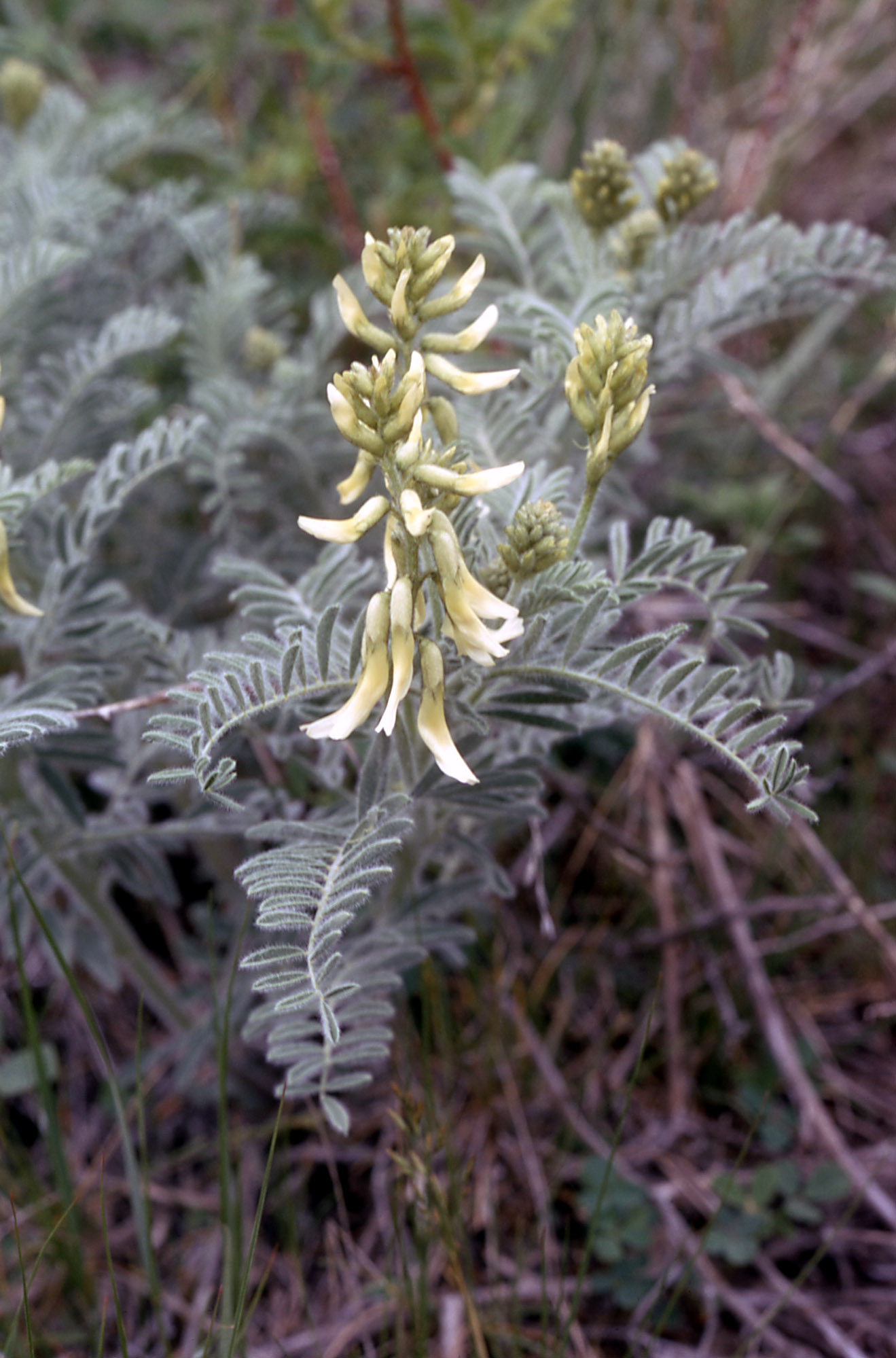
Vista de la planta

## Descripción
Son plantas herbáceas perennes, caracterizadas por tener tallos gruesos, peludos, así como follaje peludo. La planta tiende a tener varios grandes tallos divergente cerca de la tierra. La planta suele ser de 40 a 70 cm de altura. Se caracteriza por hojas oblongas de 6 a 14 cm de longitud, que son muy peludas en su lado envés. Las plantas a menudo tienen flores largas de 18 a 25 mm de estructuras alargadas blancas. Las flores se encuentran por lo general en la parte superior de la planta, por encima de la mayoría de las hojas. La quilla del flor puede ser a veces de color púrpura. Los sépalos son muy pequeñas estructuras peludas unos 8 mm de largo. La planta florece en junio y julio. La planta se caracteriza por la producción de vainas caídas sin pelos de más o menos 4 cm de largo. Costura de la vaina es lo suficientemente gruesa que casi forma una partición entre las semillas.

## Ecología
Muchas especies del género astrágalo son venenosas. El ganado en las áreas en las que el astrágalo está presente se ha sabido que luego de consumir la planta, actúan enloquecidos poco antes de morir.  Hay tres grupos principales dentro del grupo venenosa, los que secuestran el selenio, los que hacen nitrotoxinas  y los que hacen swainsonina (un veneno alcaloide ). Cuatro grupos de A. drummondii en Nuevo México fueron analizados y se encontró que eran negativos para la producción de swainsonina, lo que implica que esta especie es segura para el pasto de ganado.

## Distribución
Es una planta herbácea perennifolia que se encuentra en Estados Unidos y Canadá.

## Taxonomía
Astragalus drummondii fue descrita por William Jackson Hooker y publicado en Flora Boreali-Americana 1(3): 153–154, pl. 57. 1831.
Etimología
Astragalus: nombre genérico derivado del griego clásico άστράγαλος y luego del Latín astrăgălus aplicado ya en la antigüedad, entre otras cosas, a algunas plantas de la familia Fabaceae, debido a la forma cúbica de sus semillas parecidas a un hueso del pie.
drummondii: epíteto otorgado en honor del botánico Thomas Drummond.
Sinonimia
- Astragalus drummondii var. melanocalyx Gand.
- Tium drummondii (Hook.) Rydb.
- Tragacantha drummondii (Hook.) Kuntze[5][6]